# Паят (Арканзас)
Паят (англ. Pyatt) — місто (англ. town) в США, в окрузі Меріон штату Арканзас. Населення — 181 особа (2020).

## Географія
Паят розташований на висоті 248 метрів над рівнем моря за координатами 36°14′59″ пн. ш. 92°50′27″ зх. д. / 36.24972° пн. ш. 92.84083° зх. д. (36.249680, -92.840923).  За даними Бюро перепису населення США в 2010 році місто мало площу 3,31 км², з яких 3,23 км² — суходіл та 0,08 км² — водойми.

## Демографія
Згідно з переписом 2010 року, у місті мешкала 221 особа в 85 домогосподарствах у складі 59 родин. Густота населення становила 67 осіб/км².  Було 109 помешкань (33/км²). 
Расовий склад населення:
| - 96,8 % — білих - 0,5 % — корінних американців |

До двох чи більше рас належало 2,3 %. Іспаномовні складали 0,9 % від усіх жителів.
За віковим діапазоном населення розподілялося таким чином: 26,2 % — особи молодші 18 років, 57,5 % — особи у віці 18—64 років, 16,3 % — особи у віці 65 років та старші. Медіана віку мешканця становила 36,9 року. На 100 осіб жіночої статі у місті припадало 93,9 чоловіків;  на 100 жінок у віці від 18 років та старших — 91,8 чоловіків також старших 18 років.
Середній дохід на одне домашнє господарство  становив 39 790 доларів США (медіана — 33 438), а середній дохід на одну сім'ю — 43 751 долар (медіана — 42 841). За межею бідності перебувало 33,2 % осіб, у тому числі 27,3 % дітей у віці до 18 років та 31,8 % осіб у віці 65 років та старших.
Цивільне працевлаштоване населення становило 72 особи. Основні галузі зайнятості: роздрібна торгівля — 31,9 %, виробництво — 26,4 %, освіта, охорона здоров'я та соціальна допомога — 18,1 %.
За даними перепису населення 2000 року в Пайаті проживало 253 особи, 62 родини, налічувалося 97 домашніх господарств і 119 житлових будинків. Середня густота населення становила близько 76,7 людини на один квадратний кілометр. Расовий склад Пайата за даними перепису розподілився таким чином: 98,81 % білих, 0,40 % — чорних або афроамериканців, 0,40 % — корінних американців, 0,40 % — вихідців з тихоокеанських островів. Іспаномовні склали 0,40 % від всіх жителів містечка.
З 97 домашніх господарств в 40,2 % — виховували дітей віком до 18 років, 55,7 % представляли собою подружні пари, які спільно проживали, в 4,1 % сімей жінки проживали без чоловіків, 35,1 % не мали сімей. 34,0 % від загального числа сімей на момент перепису жили самостійно, при цьому 18,6 % склали самотні літні люди у віці 65 років та старше. Середній розмір домашнього господарства склав 2,61 особи, а середній розмір родини — 3,35 особи.
Населення містечка за віковим діапазоном за даними перепису 2000 року розподілилося таким чином: 33,2 % — жителі молодше 18 років, 7,9 % — між 18 і 24 роками, 28,9 % — від 25 до 44 років, 17,0 % — від 45 до 64 років і 13,0 % — у віці 65 років та старше. Середній вік мешканця склав 30 років. На кожні 100 жінок в Пайаті припадало 97,7 чоловіків, у віці від 18 років та старше — 103,6 чоловіків також старше 18 років.
Середній дохід на одне домашнє господарство в містечкі склав 19 583 долара США, а середній дохід на одну сім'ю — 26 250 доларів. При цьому чоловіки мали середній дохід в 22 321 долар США на рік проти 18 214 доларів середньорічного доходу у жінок. Дохід на душу населення в містечкі склав 8633 долара в рік. 10,5 % від усього числа сімей в населеному пункті і 16,7 % від усієї чисельності населення перебувало на момент перепису населення за межею бідності, при цьому 12,9 % з них були молодші 18 років і 20,7 % — у віці 65 років та старше.